# Ищенко, Юрий Петрович
Юрий Петрович Ищенко (род. 27 марта 1943, ст. Чу, Джамбульська область, Казахстан) — украинский живописец. С 1978 года член Национального союза художников Украины (председатель Черкасской областной организации Союза), Заслуженный художник Украины (2003).
Окончил в 1970 году Киевский художественный институт (у С. А Григорьева, В. В. Шаталина, К. Трохименко). Работает в области станковой монументальной живописи. Среди пр.: «Земля» (1973), «Семья земледельца» (1976—1978), «Весенний сев» (1986), «Ольшанский мотив» (1989), «Пасмурно» (1991), серии весенних, зимних пейзажей, натюрмортов с цветами (в 1980-97). Живёт в Черкассах.
Доцент кафедры дизайна Черкасского государственного технологического университета.
Награждён медалями, Почетной грамотой КМ Украины.

## Ссылка
- Каталог членов Союза художников Украины (укр.)